# Église Saint-Jean-le-Précurseur (Rostov-sur-le-Don)
L’église Saint-Jean-le-Précurseur ou Sourb Karapet (en arménien : Սուրբ Կարապետ եկեղեցի, en russe : Церковь Святого Карапета) est une église arménienne de Rostov-sur-le-Don (oblast de Rostov).
Construite de 1875 à 1881 sur le territoire du cimetière arménien de Nakhitchevan-sur-le-Don c’est la seule église arménienne de la ville à n’avoir pas été démolie à l’époque soviétique.

## Histoire
En 1871 la noble arménienne Akoulina Aladjanian meurt et lègue sa fortune à la construction d’une église en pierre dédiée à saint Jean-Baptiste. Les travaux commencent en 1875 et l’église Saint-Jean-le-Précurseur est inaugurée le 11 juillet 1881.
Le style de l’église est inspiré des églises traditionnelles arméniennes (construction à plan centré, en forme de « croix grecque », avec une coupole centrale pointue).
De toutes les églises arméniennes de Nakhitchevan-sur-le-Don, l’église Saint-Jean-le-Précurseur est la seule église historique à avoir été conservée.